# Wereldkampioenschap voetbal vrouwen 2027
Het wereldkampioenschap voetbal vrouwen 2027 (Braziliaans-Portugees: Copa do Mundo Feminina da FIFA 2027) wordt de tiende editie van het wereldkampioenschap voetbal vrouwen. Er doen voor de tweede en laatste keer sinds de uitbreiding in 2023 32 landen mee, bij het toernooi in 2031 zullen er 48 landen meedoen. Het toernooi zal in Brazilië worden gehouden. Spanje is de titelverdediger.

## Kandidaturen
Op 23 maart 2023 kondigde de FIFA aan dat geïnteresseerde landen zich kandidaat konden stellen voor de organisatie in 2027. Als landen interesse hadden, moesten ze dit voor 21 april bekend maken en op uiterlijk 8 december 2023 moesten alle documenten hiervoor bij de FIFA ingediend zijn.

### Geïnteresseerde landen
Veertien landen lieten weten geïnteresseerd te zijn om het eindtoernooi te willen organiseren, waarvoor er twee gezamenlijke biedingen werden ingediend. Brazilië, Chili, Italië, Mexico, Zuid-Afrika en de Verenigde Staten dienden een zelfstandig bod in. De gezamenlijke biedingen kwamen van België, Nederland en Duitsland (bekend als het BNG-bod) en Denemarken, Finland, IJsland, Noorwegen en Zweden (als het Noordse bod). Chili, Italië, het Noordse bod en Zuid-Afrika zouden later afvallen, waarvan sommigen zich richtten op de organisatie in 2031. Mexico en de Verenigde Staten besloten later om hun bod samen te voegen om het toernooi gezamenlijk te mogen organiseren. Bij dit laatste bod voegden Brazilië en het BNG-bod zich op 8 december 2023 voor de deadline van de FIFA. In april 2024 trokken Mexico en de Verenigde Staten zich enkele weken voor de definitieve stemming echter terug, om zich definitief te richten op de gezamenlijke kandidaatstelling voor 2031.

### Stemming
| Stemkeuze                      | Mochten niet meestemmen          |
| ------------------------------ | -------------------------------- |
| ■ Gestemd voor Braziliaans bod | ■ Brazilië                       |
| ■ Gestemd voor BNG-bod         | ■ België, Nederland en Duitsland |
| ■ Onthield zich van stemming   | ■ Geen FIFA-lid                  |

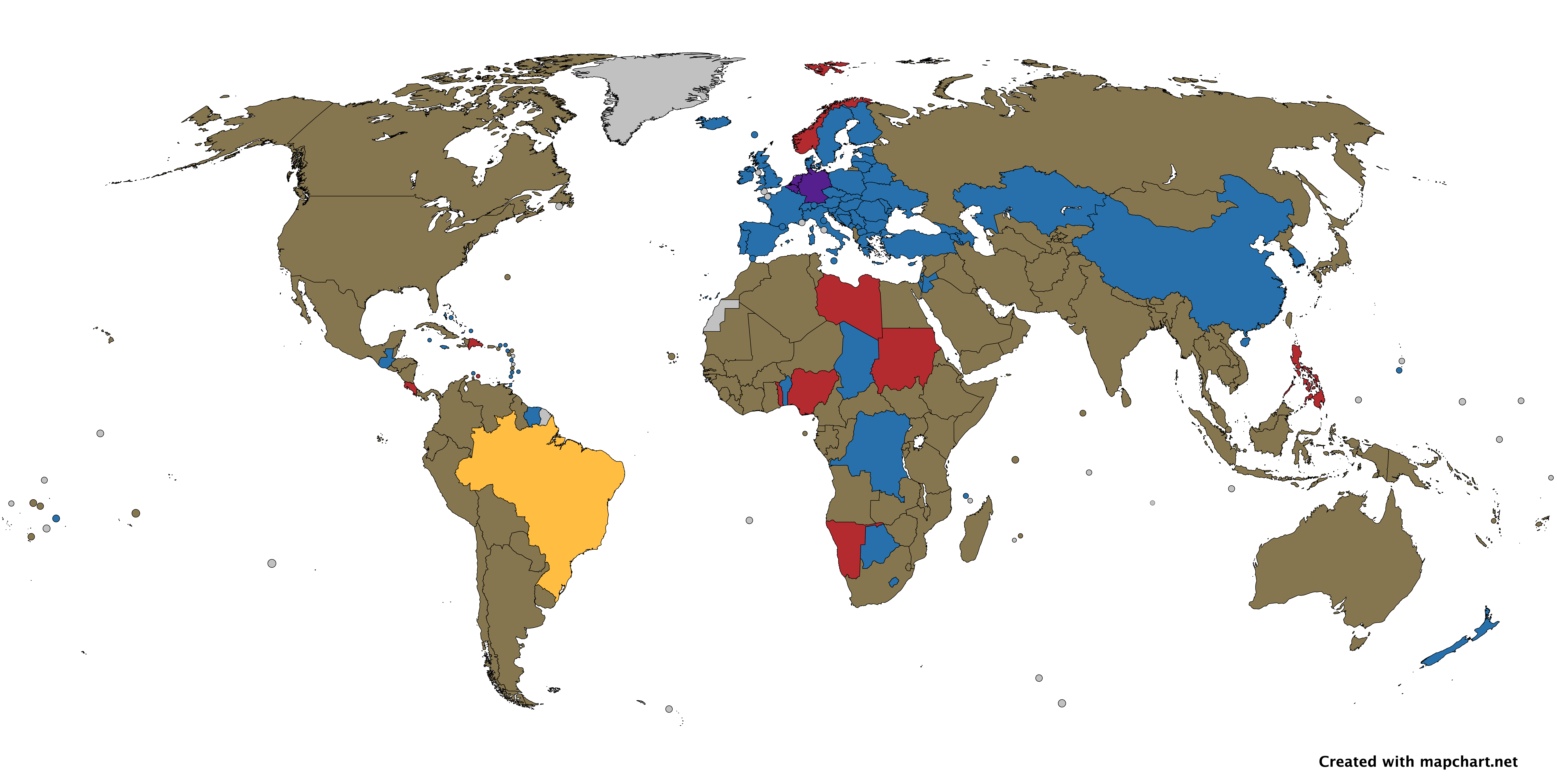
Resultaten van de stemming:

De definitieve stemming voor de organisatie vond op 17 mei 2024 plaats in Bangkok tijdens het 74e congres van de FIFA. Alle 207 leden waren gemachtigd om te stemmen. Brazilië kreeg met 119 stemmen de meeste stemmen om het eindtoernooi te mogen organiseren, tegenover 78 stemmen voor het BNG-bod. Curaçao, Costa Rica, de Dominicaanse Republiek, Libië, Namibië, Nigeria, Soedan en Togo onthielden zich van stemming, terwijl Noorwegen en de Filipijnen niet konden stemmen vanwege technische problemen.
| Land(en)                           | Aantal stemmen | Aantal stemmen |
| Land(en)                           | Eerste ronde   |                |
| ---------------------------------- | -------------- | -------------- |
| Brazilië                           | 119            |                |
| België, Nederland en Duitsland     | 78             |                |
| Onthield zich van stemming         | 10             |                |
| Aantal stemmen                     | 207            |                |
| Benodigde stemmen voor meerderheid | 104            |                |

## Opzet
Net als in 2023, wordt eerst de groepsfase gespeeld waarbij de 32 deelnemende landen worden verdeeld over acht groepen van vier teams. De twee beste landen kwalificeren zich voor de knock-outfase, waarin 16 landen uiteindelijk strijden om de winst. Er worden in totaal 64 wedstrijden gespeeld tijdens het toernooi.

## Gekwalificeerde landen
De kwalificatiewedstrijden begonnen in februari 2025 en zullen in februari 2027 eindigen. Brazilië was als gastland automatisch gekwalificeerd voor het toernooi.
| Team     | Gekwalificeerd als | Datum       | Aantal keer gekwalificeerd | Aantal keer achter elkaar | Beste prestatie      |
| -------- | ------------------ | ----------- | -------------------------- | ------------------------- | -------------------- |
| Brazilië | Gastland           | 17 mei 2024 | 10                         | 10                        | Tweede plaats (2007) |

## Speelsteden
Voor het eindtoernooi worden acht stadions verdeeld over acht speelsteden gebruikt, dezelfde stadions als tijdens het WK voor mannen in 2014. Op 7 mei 2025 kondigde de FIFA de uiteindelijke geselecteerde stadions en speelsteden aan.
| Rio de Janeiro      | Brasilia                        | · São Paulo Recife Salvador Fortaleza Brasilia Belo Horizonte Porto Alegre Rio de Janeiro | · São Paulo Recife Salvador Fortaleza Brasilia Belo Horizonte Porto Alegre Rio de Janeiro |
| Estádio do Maracanã | Estádio Nacional Mané Garrincha | · São Paulo Recife Salvador Fortaleza Brasilia Belo Horizonte Porto Alegre Rio de Janeiro | · São Paulo Recife Salvador Fortaleza Brasilia Belo Horizonte Porto Alegre Rio de Janeiro |
| Capaciteit: 73.139  | Capaciteit: 69.910              | · São Paulo Recife Salvador Fortaleza Brasilia Belo Horizonte Porto Alegre Rio de Janeiro | · São Paulo Recife Salvador Fortaleza Brasilia Belo Horizonte Porto Alegre Rio de Janeiro |
|                     |                                 | · São Paulo Recife Salvador Fortaleza Brasilia Belo Horizonte Porto Alegre Rio de Janeiro | · São Paulo Recife Salvador Fortaleza Brasilia Belo Horizonte Porto Alegre Rio de Janeiro |
| Belo Horizonte      | Fortaleza                       | · São Paulo Recife Salvador Fortaleza Brasilia Belo Horizonte Porto Alegre Rio de Janeiro | · São Paulo Recife Salvador Fortaleza Brasilia Belo Horizonte Porto Alegre Rio de Janeiro |
| Estádio Mineirão    | Arena Castelão                  | · São Paulo Recife Salvador Fortaleza Brasilia Belo Horizonte Porto Alegre Rio de Janeiro | · São Paulo Recife Salvador Fortaleza Brasilia Belo Horizonte Porto Alegre Rio de Janeiro |
| Capaciteit: 66.658  | Capaciteit: 57.867              | · São Paulo Recife Salvador Fortaleza Brasilia Belo Horizonte Porto Alegre Rio de Janeiro | · São Paulo Recife Salvador Fortaleza Brasilia Belo Horizonte Porto Alegre Rio de Janeiro |
|                     |                                 | · São Paulo Recife Salvador Fortaleza Brasilia Belo Horizonte Porto Alegre Rio de Janeiro | · São Paulo Recife Salvador Fortaleza Brasilia Belo Horizonte Porto Alegre Rio de Janeiro |
| Porto Alegre        | São Paulo                       | Salvador                                                                                  | Recife                                                                                    |
| Estádio Beira-Rio   | Arena Corinthians               | Arena Fonte Nova                                                                          | Arena Pernambuco                                                                          |
| Capaciteit: 50.848  | Capaciteit: 48.905              | Capaciteit: 47.915                                                                        | Capaciteit: 45.440                                                                        |
|                     |                                 |                                                                                           |                                                                                           |

1. ↑  De Arena Pernambuco staat in São Lourenço da Mata, Pernambuco, een voorstad van Recife.